# Fenetická klasifikace
Fenetika je klasifikace organismů na základě jejich celkové podobnosti v morfologii nebo podle jiných pozorovatelných znaků, bez ohledu na jejich fylogenezi nebo evoluční vztah, která úzce souvisí s numerickou taxonomií. Nejvlivnějšími přispěvateli k rozvoji fenetiky byli Peter Sneath a Robert R. Sokal, jejichž knihy jsou stále primárními referencemi pro tuto subdisciplínu, to i přes to, že už nejsou v tisku.
Fenetika byla do značné míry nahrazena kladistikou pro výzkum evolučních vztahů mezi druhy. Některé fenetické metody, jako je neighbour-joining, si však našly cestu do fylogenetiky jako méně nákladné přiblížení fylogeneze. Pokročilejší metody (například Bayesova inference ) jsou výpočetně nákladnější.

## Rozdíl od kladistiky
Fenetické analýzy nejsou kořenovité. Běžným problémem fenetické analýzy je, že bazální evoluční stupně se zdají být monofyletické. Fenetické analýzy mohou být zaváděny konvergentní evolucí a adaptivním zářením. Kladistické metody se pokusily tomuto problému nějak předejít.
Například zpěvné ptáky lze rozdělit do dvou skupin – Corvida, která si zachovává starodávné znaky ve fenotypu a genotypu, a Passerida, která má modernější rysy. Pouze Passerida jsou si však navzájem blízce příbuzní, Corvida jsou četné, nezávislé a starodávné linie, které jsou navzájem spojeny tak málo, jako každá jedna z nich s Passeridy. Kvůli velké míře celkové podobnosti zjištěné u Corvidy, to ve fenetické analýze bude vypadat, že jsou také monofyletické, ale jejich společné rysy byly přítomny již u předků všech zpěvných ptáků. Je to spíše nepřítomnost těchto předků, než jejich přítomnost, co značí bližší spojení, než s jinými zpěvnými ptáky.
Tyto dvě metody se navzájem nevylučují. Není důvod, proč by druhy identifikované pomocí fenetiky nešlo následně podrobit, pro určení jejich evolučních vztahů, kladistické analýze. Fenetické metody mohou být dokonce i vhodnější než kladistika, třeba pokud je důležitá pouze odlišnost příbuzných taxonů. Je totiž méně nákladná.
Historie fenetiky a kladistiky, jako konkurenčních taxonomických systémů, je detailně popsána v knize Davida Hulla – Science as a Process, z roku 1988.

## Dnes
Fenetici a kladistici se spolu vždy dohadovali – obě metody byly navrženy ke zkoumání evolučních vztahů. Nejspíše největšími díly fenetiky jsou studie hybridizace DNA-DNA, které spolu udělali Charles G. Sibley, Jon E. Ahlquist a Burt L. Monroe Jr., z čehož následně v roce 1990 vznikla, v té době velmi kontroverzní, Sibley-Ahlquistova taxonomie pro ptáky. Některá z jejích zjištění (např. Galloanserae ) byla obhájena, ale jiná (např. „Ciconiiformes“ nebo „Corvida“) naopak odmítnuta. S rostoucím výkonem a rozšířením počítačů však byly k dispozici rafinovanější kladistické algoritmy, které mohly otestovat návrhy Williho Henniga. Pokud šlo o řešení fylogenezí, výsledky kladistických analýz se ukázaly přesnějšími, než výsledky fenetických metod.
Mnoho systematiků nadále používá fenetické metody, zejména při řešení otázek úrovně druhů. Klasifikace různorodých skupin blízce příbuzných organismů, které se liší pouze velmi nenápadně, je totiž pomocí kladistického přístupu příliš obtížná. Fenetika poskytuje numerické nástroje pro zkoumání celkových variačních vzorů a umožňuje vědcům identifikovat jednotlivé skupiny, které lze klasifikovat jako druhy.
Moderní aplikace fenetiky jsou v botanice naprosto běžné. V důsledku účinků horizontálního přenosu genů, polyploidních komplexů a dalších zvláštností genomiky rostlin, mohou být totiž fenetické techniky v botanice sice méně informativní, ale méně náchylné k chybám.